# Команданте (фільм, 2023)
«Команданте» (італ. Comandante) — італійсько-бельгійський фільм режисера Едоардо Де Анджеліса з П'єрфранческо Фавіно у ролі Сальваторе Тодаро, командира підводного човна «Команданте Каппелліні» під час Другої світової війни.
Фільм відкрив 80-й Венеційський міжнародний кінофестиваль 30 серпня 2023 року.

## Сюжет
Жовтень 1940 року, триває Друга світова війна. Італійський підводний човен «Команданте Каппелліні» під командуванням Сальваторе Тодаро під час битви за Атлантику потопив бельгійське судно «Кабало», яке перевозило літаки для Великої Британії. Але Тодаро вирішив врятувати 26 вцілілих бельгійських моряків, відбуксирувавши їхню шлюпку в нейтральний порт на Азорських островах, хоча це може загрожувати загибеллю його підводному човну.

## У ролях
| Актор                | Роль              |
| -------------------- | ----------------- |
| П'єрфранческо Фавіно | Сальваторе Тодаро |
| Массіміліано Россі   | Вітторіо Маркон   |
| Йоган Гелденберг     | Жорж Фогельс      |
| Йоганнес Вірікс      | Жак Реклерк       |
| Артуро Музеллі       | Даніло Степович   |
| Джузеппе Брунетті    | Джиджо Маньїфіко  |
| Сільвія Д'Аміко      | Ріна Тодаро       |
| Джанлука Ді Дженаро  | Вінченцо Стумпо   |
| Паоло Боначеллі      | Бетті             |

## Виробництво
Зйомки фільму розпочались 5 вересня 2022 року в Таранто і тривали 8 тижнів. Підводні зйомки провели у Бельгії за 4 дні.
Спеціально для зйомки була побудована репліка підводного човна «Команданте Каппелліні» в натуральну величину, довжиною 73 метри. Інтер'єр підводного човна відтворити було важче, оскільки не збереглось фотографій зсередини італійських підводних човнів того періоду. За основу був взятий інтер'єр підводного човна з фільму «U-571».

## Прокат
Фільм відкрив 80-й Венеційський міжнародний кінофестиваль 30 серпня 2023 року. Прокат розпочався 1 листопада, і до 25 листопада зібрав 3,4 млн. €; було продано більше 500 тис. квитків.
Сайт Rotten Tomatoes поставив фільму оцінку 4/10.
Сайт Metacritic, який використовує середньозважену оцінку, поставив фільму 43 бали зі 100.

## Неточності
Під час походу «Команданте Каппелліні», який розпочався 29 вересня 1940 року, заступник командира включає по внутрішній гучномовній системі запис гімну підводників. Проте насправді гімн був написаний у 1941 році.
Лейтенант Даніло Степович насправді загинув 14 січня 1941 року під час другого походу «Команданте Каппелліні».